# Tadeusz Małachowski
Tadeusz Małachowski (ur. 25 października 1928 w Żninie, zm. 17 października 1987) – polski artysta malarz, rysownik i portrecista.
Absolwent Akademii Sztuk Pięknych w Warszawie w pracowni prof. K. Tomorowicza. Wyróżniony wyjazdem stypendialnym do Włoch i Francji. W 1970 roku artysta zaprezentował w warszawskiej „Zachęcie” wybitne cykle obrazów: „Dramaty”, „Wielkie i małe samotności” oraz „Epitafia na temat śmierci”. Za osiągnięcia artystyczne odznaczony został m.in. Krzyżem Kawalerskim Odrodzenia Polski, Złotym Krzyżem Zasługi. Jego malarstwo wyróżniało się swoistym doborem kolorów. Galeria jego dzieł znajduje się w Muzeum Ziemi Pałuckiej w Żninie.